# Luis Martínez
Luis Martínez, född den 26 maj 1955, är en kubansk boxare som tog OS-brons i mellanviktsboxning 1976 i Montréal.